# Robert Farah Maksoud
Robert Charbel Farah Maksoud (Montreal, 20 de gener de 1987) és un tennista professional colombià nascut al Quebec. Fou especialista en dobles i va arribar a ser número 1 del rànquing de dobles l'any 2019.
En el seu palmarès hi destaquen dos títols de Grand Slam en dobles masculins amb el seu compatriota Juan Sebastián Cabal. En dobles mixts també ha disputat dues finals de Grand Slam però sense victòria. Ha guanyat divuit títols de dobles, sempre amb la seva parella habitual Juan Sebastián Cabal.

## Biografia
Fill de Patrick Farah i Eva Maksoud, entrenador de tennis i mestra d'escola respectivament, ambdós d'origen libanès. Té una germana gran, Romy, que també fou tennista universitària.
Va estudiar economia a la Universitat del Sud de Califòrnia (Estats Units) i també va jugar per la universitat en la lliga NCAA amb molt èxit, arribant a guanyar el campionat nacional de dobles l'any 2008.
Fou guardonat amb la Gran Cruz de la Orden Nacional al Mérito pel president colombià Iván Duque Márquez, el 15 de juliol de 2019.
El juliol de 2018 fou suspès durant tres mesos i multat amb 3.800 lliures esterlines per promocionar un lloc web d'apostes en el seu perfil de twitter. Un any després de la suspensió guanyava el seu primer títol de Grand Slam junt a Cabal, i ambdós van accedir al número 1 del rànquing mundial de dobles. A l'octubre de 2019, Farah va resultar positiu per esteroides Boldenone, pel qual fou suspès provisionalment fins que va poder demostrar que fou a causa de carn contaminada a Colòmbia.

## Torneigs de Grand Slam

### Dobles masculins: 3 (2−1)
| Resultat  | Núm. | Any  | Torneig          | Parella              | Oponents                             | Marcador                            |
| --------- | ---- | ---- | ---------------- | -------------------- | ------------------------------------ | ----------------------------------- |
| Finalista | 1.   | 2018 | Open d'Austràlia | Juan Sebastián Cabal | Oliver Marach Mate Pavić             | 4−6, 4−6                            |
| Guanyador | 1.   | 2019 | Wimbledon        | Juan Sebastián Cabal | Nicolas Mahut Édouard Roger-Vasselin | 6−7(5), 7−6(5), 7−6(6), 6−7(5), 6−3 |
| Guanyador | 2.   | 2019 | US Open          | Juan Sebastián Cabal | Marcel Granollers Horacio Zeballos   | 6−4, 7−5                            |

### Dobles mixts: 2 (0−2)
| Resultat  | Núm. | Any  | Torneig       | Parella             | Oponents                         | Marcador          |
| --------- | ---- | ---- | ------------- | ------------------- | -------------------------------- | ----------------- |
| Finalista | 1.   | 2016 | Wimbledon     | Anna-Lena Grönefeld | Henri Kontinen Heather Watson    | 6–7(5), 4–6       |
| Finalista | 2.   | 2017 | Roland Garros | Anna-Lena Grönefeld | Gabriela Dabrowski Rohan Bopanna | 6−2, 2−6, [10−12] |

## Palmarès

### Dobles masculins: 42 (19−23)
| Llegenda                          |
| --------------------------------- |
| Grand Slams (2−1)                 |
| ATP Finals (0−0)                  |
| ATP World Tour Masters 1000 (2−5) |
| ATP World Tour 500 (6−4)          |
| ATP World Tour 250 (9−13)         |

| Títols per superfície |
| --------------------- |
| Dura (5−9)            |
| Gespa (2−0)           |
| Terra batuda (12−14)  |

| Resultat  | Núm. | Data                  | Torneig                     | Superfície       | Parella              | Oponents                           | Marcador                            |
| --------- | ---- | --------------------- | --------------------------- | ---------------- | -------------------- | ---------------------------------- | ----------------------------------- |
| Finalista | 1.   | 22 de juliol de 2012  | Gstaad, Suïssa              | Terra batuda     | Santiago Giraldo     | Marcel Granollers Marc López       | 4−6, 6−7(9)                         |
| Finalista | 2.   | 25 de maig de 2013    | Niça, França                | Terra batuda     | Juan Sebastián Cabal | Johan Brunström Raven Klaasen      | 3−6, 2−6                            |
| Finalista | 3.   | 5 de gener de 2014    | Brisbane, Austràlia         | Dura             | Juan Sebastián Cabal | Mariusz Fyrstenberg Daniel Nestor  | 7−6(4), 4−6, [7−10]                 |
| Finalista | 4.   | 9 de febrer de 2014   | Viña del Mar, Xile          | Terra batuda     | Juan Sebastián Cabal | Oliver Marach Florin Mergea        | 3−6, 4−6                            |
| Guanyador | 1.   | 23 de febrer de 2014  | Rio de Janeiro, Brasil      | Terra batuda     | Juan Sebastián Cabal | David Marrero Marcelo Melo         | 6−4, 6−2                            |
| Finalista | 5.   | 2 de març de 2014     | São Paulo, Brasil           | Terra batuda (i) | Juan Sebastián Cabal | G. García López Philipp Oswald     | 7−5, 4−6, [13−15]                   |
| Finalista | 6.   | 30 de març de 2014    | Miami, Estats Units         | Dura             | Juan Sebastián Cabal | Bob Bryan Mike Bryan               | 6−7(8), 4−6                         |
| Guanyador | 2.   | 23 d'agost de 2014    | Winston-Salem, Estats Units | Dura             | Juan Sebastián Cabal | Jamie Murray John Peers            | 6−3, 6−4                            |
| Guanyador | 3.   | 15 de febrer de 2015  | São Paulo                   | Terra batuda (i) | Juan Sebastián Cabal | Paolo Lorenzi Diego Schwartzman    | 6−4, 6−2                            |
| Guanyador | 4.   | 23 de maig de 2015    | Ginebra, Suïssa             | Terra batuda     | Juan Sebastián Cabal | Raven Klaasen Lu Yen-hsun          | 7−5, 4−6, [10−7]                    |
| Finalista | 7.   | 26 de juliol de 2015  | Bastad, Suècia              | Terra batuda     | Juan Sebastián Cabal | Jérémy Chardy Łukasz Kubot         | 7−6(6), 3−6, [8−10]                 |
| Finalista | 8.   | 2 d'agost de 2015     | Hamburg, Alemanya           | Terra batuda     | Juan Sebastián Cabal | Jamie Murray John Peers            | 6−2, 3−6, [8−10]                    |
| Finalista | 9.   | 5 d'octubre de 2015   | Tòquio, Japó                | Dura             | Juan Sebastián Cabal | Raven Klaasen Marcelo Melo         | 6−7(5), 6−3, [7−10]                 |
| Guanyador | 5.   | 14 de febrer de 2015  | Buenos Aires, Argentina     | Terra batuda     | Juan Sebastián Cabal | Íñigo Cervantes Paolo Lorenzi      | 6−3, 6−0                            |
| Guanyador | 6.   | 21 de febrer de 2016  | Rio de Janeiro (2)          | Terra batuda     | Juan Sebastián Cabal | Pablo Carreño Busta David Marrero  | 7−6(5), 6−1                         |
| Finalista | 10.  | 1 de maig de 2016     | Múnic, Alemanya             | Terra batuda     | Juan Sebastián Cabal | Henri Kontinen John Peers          | 3−6, 6−3, [7−10]                    |
| Guanyador | 7.   | 21 de maig de 2016    | Niça                        | Terra batuda     | Juan Sebastián Cabal | Mate Pavić Michael Venus           | 4−6, 6−4, [10−8]                    |
| Guanyador | 8.   | 23 d'octubre de 2016  | Moscou, Rússia              | Dura (i)         | Juan Sebastián Cabal | Julian Knowle Jürgen Melzer        | 7−5, 4−6, [10−5]                    |
| Guanyador | 9.   | 19 de febrer de 2017  | Buenos Aires (2)            | Terra batuda     | Juan Sebastián Cabal | Santiago González David Marrero    | 6−1, 6−4                            |
| Finalista | 11.  | 26 de febrer de 2017  | Rio de Janeiro              | Terra batuda     | Juan Sebastián Cabal | Pablo Carreño Busta Pablo Cuevas   | 4−6, 7−5, [8−10]                    |
| Finalista | 12.  | 30 d'abril de 2017    | Budapest, Hongria           | Terra batuda     | Juan Sebastián Cabal | Brian Baker Nikola Mektić          | 6−7(2), 4−6                         |
| Guanyador | 10.  | 7 de maig de 2017     | Múnic                       | Terra batuda     | Juan Sebastián Cabal | Jérémy Chardy Fabrice Martin       | 6−3, 6−3                            |
| Finalista | 13.  | 27 de maig de 2017    | Ginebra                     | Terra batuda     | Juan Sebastián Cabal | Jean-Julien Rojer Horia Tecău      | 6−2, 6−7(9), [6−10]                 |
| Finalista | 14.  | 28 de gener de 2018   | Open d'Austràlia, Austràlia | Dura             | Juan Sebastián Cabal | Oliver Marach Mate Pavić           | 4−6, 4−6                            |
| Finalista | 15.  | 18 de febrer de 2018  | Buenos Aires                | Terra batuda     | Juan Sebastián Cabal | Andrés Molteni Horacio Zeballos    | 3−6, 7−5, [3−10]                    |
| Guanyador | 11.  | 20 de maig de 2018    | Roma, Itàlia                | Terra batuda     | Juan Sebastián Cabal | Pablo Carreño Busta João Sousa     | 3−6, 6−4, [10−4]                    |
| Finalista | 16.  | 19 d'agost de 2018    | Cincinnati, Estats Units    | Dura             | Juan Sebastián Cabal | Jamie Murray Bruno Soares          | 6−4, 3−6, [6−10]                    |
| Finalista | 17.  | 12 de gener de 2019   | Sydney, Austràlia           | Dura             | Juan Sebastián Cabal | Jamie Murray Bruno Soares          | 4−6, 3−6                            |
| Guanyador | 12.  | 28 d'abril de 2019    | Barcelona, Espanya          | Terra batuda     | Juan Sebastián Cabal | Jamie Murray Bruno Soares          | 6−4, 7−6(4)                         |
| Guanyador | 13.  | 19 de maig de 2019    | Roma (2)                    | Terra batuda     | Juan Sebastián Cabal | Raven Klaasen Michael Venus        | 6−1, 6−3                            |
| Guanyador | 14.  | 29 de juny de 2019    | Eastbourne, Regne Unit      | Gespa            | Juan Sebastián Cabal | Maximo González Horacio Zeballos   | 3−6, 7−6(4), [10−6]                 |
| Guanyador | 15.  | 14 de juliol de 2019  | Wimbledon, Regne Unit       | Gespa            | Juan Sebastián Cabal | Nicolas Mahut É. Roger-Vasselin    | 6−7(5), 7−6(5), 7−6(6), 6−7(5), 6−3 |
| Finalista | 18.  | 18 d'agost de 2019    | Cincinnati (2)              | Dura             | Juan Sebastián Cabal | Ivan Dodig Filip Polášek           | 6−4, 4−6, [6−10]                    |
| Guanyador | 16.  | 8 de setembre de 2019 | US Open, Estats Units       | Dura             | Juan Sebastián Cabal | Marcel Granollers Horacio Zeballos | 6−4, 7−5                            |
| Finalista | 19.  | 29 de febrer de 2020  | Acapulco, Mèxic             | Dura             | Juan Sebastián Cabal | Łukasz Kubot Marcelo Melo          | 6−7(6), 7−6(4), [9−11]              |
| Finalista | 20.  | 18 d'octubre de 2020  | Pula, Itàlia                | Terra batuda     | Juan Sebastián Cabal | Marcus Daniell Philipp Oswald      | 3−6, 4−6                            |
| Finalista | 21.  | 7 de febrer de 2021   | Melbourne, Austràlia        | Dura             | Juan Sebastián Cabal | Jamie Murray Bruno Soares          | 3−6, 6−7(7)                         |
| Guanyador | 17.  | 20 de març de 2021    | Dubai, Emirats Àrabs Units  | Dura             | Juan Sebastián Cabal | Nikola Mektić Mate Pavić           | 7−6(0), 7−6(4)                      |
| Guanyador | 18.  | 25 d'abril de 2021    | Barcelona (2)               | Terra batuda     | Juan Sebastián Cabal | Kevin Krawietz Horia Tecău         | 6−4, 6−2                            |
| Guanyador | 19.  | 31 d'octubre de 2021  | Viena, Àustria              | Dura (i)         | Juan Sebastián Cabal | Rajeev Ram Joe Salisbury           | 6−4, 6−2                            |
| Finalista | 22.  | 17 d'abril de 2022    | Montecarlo, Mònaco          | Terra batuda     | Juan Sebastián Cabal | Rajeev Ram Joe Salisbury           | 4−6, 6−3, [7−10]                    |
| Finalista | 23.  | 8 de maig de 2022     | Madrid, Espanya             | Terra batuda     | Juan Sebastián Cabal | Wesley Koolhof Neal Skupski        | 7−6(4), 4−6, [5−10]                 |

#### Períodes com a número 1
| Núm. | Predecessor | Dates                     | Successor  | Setmanes | Acumulat |
| ---- | ----------- | ------------------------- | ---------- | -------- | -------- |
| 1.   | Mike Bryan  | 15/07/2019 − 04/04/2021AB | Mate Pavić | 68       | 68       |

## Trajectòria

### Dobles masculins
| Open d'Austràlia | A   | A   | 2R    | QF          | 1R          | 2R          | 3R    | 3R          | F           | 1R          | A           | 2R    | 2R | 3R | 0 / 11    | 18 – 11   |
| Roland Garros | A   | A   | 3R    | 3R          | 1R          | 1R          | 1R    | SF          | QF          | SF          | SF          | SF    | 1R | 2R | 0 / 12    | 24 – 12   |
| Wimbledon | A   | 3R  | 1R    | 3R          | A           | 2R          | 2R    | 2R          | 3R          | G           | NC          | QF    | SF | 1R | 1 / 11    | 22 – 10   |
| US Open | A   | 2R  | 1R    | 1R          | 2R          | 2R          | 1R    | A           | SF          | G           | 2R          | 1R    | SF | 2R | 1 / 12    | 19 – 11   |
| Jocs Olímpics | NC  | NC  | A     | No celebrat | No celebrat | No celebrat | 2R    | No celebrat | No celebrat | No celebrat | No celebrat | QF    | NC | NC | 0 / 2     | 3 − 2     |
| ATP Finals | A   | A   | A     | A           | A           | A           | A     | A           | SF          | SF          | A           | RR    | RR |    | 0 / 4     | 5 − 9     |
| Total Victòries−Derrotes                                                                                                   | 0−1 | 4−3 | 16−14 | 21−17       | 35−20       | 37−24       | 33−21 | 33−15       | 39−23       | 51−20       | 14−10       | 38−20 |    |    | 323 – 190 | 323 – 190 |
| Rànquing a final d'any | 160 | 83  | 64    | 48          | 23          | 27          | 30    | 27          | 5           | 1           | 1           | 10    |    |    |           |           |
| Llegenda: G: Guanyador; F: Finalista; SF: Semifinalista; QF: Quarts de final; Q: Qualificació; A: Absent; RR: Round Robin; |     |     |       |             |             |             |       |             |             |             |             |       |    |    |           |           |

### Dobles mixts
| Open d'Austràlia | A  | A  | A  | 1R | 2R | 1R | 1R | QF | A  | 2R | 1R | 0 / 7 | 4 – 7  |
| Roland Garros | A  | A  | 2R | 2R | 1R | F  | SF | 2R | NC | QF |    | 0 / 7 | 10 – 7 |
| Wimbledon | 1R | 2R | 1R | A  | F  | A  | 2R | A  | NC | A  | QF | 0 / 6 | 9 – 6  |
| US Open | A  | A  | 2R | 1R | SF | A  | A  | A  | NC | A  |    | 0 / 3 | 4 – 3  |
| Llegenda: G: Guanyador; F: Finalista; SF: Semifinalista; QF: Quarts de final; Q: Qualificació; A: Absent; RR: Round Robin; |    |    |    |    |    |    |    |    |    |    |    |       |        |

## Guardons
- ATP Doubles Team of the Year (2019)
- ITF World Champions (2019)
- Gran Cruz de la Orden Nacional al Mérito (2019)